# Isonychus tessellatus
Isonychus tessellatus är en skalbaggsart som beskrevs av Hermann Burmeister 1855. Isonychus tessellatus ingår i släktet Isonychus och familjen Melolonthidae. Inga underarter finns listade i Catalogue of Life.